# Maribeth Pascua
Maribeth Pascua (nacida en Bayombong, el 14 de enero de 1972), conocida simplemente también como Maribeth. Es una cantante filipina que reside actualmente en indonesia. 

## Carrera
Su carrera comenzó como cantante tras participar en un concurso de canto organizado por el evento Voice Of Asia a partir de 1991. Luego imigró a Indonesia, donde reside actualmente y donde se hizo famosa, tras interpretar sus temas musicales interpretados en bahasa indonesio, temas musicales titulados como "Denpasar Moon pada tahun" en 1993 y "Born To Sing pada tahun" o nacida para cantar en 1994 . También realizó una gira de conciertis y además se convirtió en la estrella invitada para una telenovela del mismo nombre de las canciones antedichas de 1994, que fue transmitida por la red televisiva Indosiar en 1995.

## Vida personal
Maribeth decidió nacionalizarse como indonesia a causa por el afecto que le tenía a este país. Desafortunadamente, hasta la fecha, ese deseo no se ha concedido todavía. Su matrimonio con Steven Rumangkang (ahora Angel Karamoy), con quien podía obtener la ciudadanía tampoco resultó favorable para la cantante. Maribeth ha seguido luchando por la nueva nacionalidad que le han negado varias veces, y que se encuentra en proceso de trámite.

## Discografía
- Alone Against The World
- Born To Sing
- Friends
- Kompilasi Suara Kebersamaan
- Maribeth Karaoke
- No Matter How

## Filmografía
- Simfoni Luar Biasa (2011)

## Sinetron
- Denpasar Moon/Bulan Di Denpasar (Bintang Tamu)